# 크리스토퍼 풀리에제

크리스토퍼 풀리에제는 미국 출신의 현대적인 현실주의 화가이다. 그의 작품은 사실주의적인 스타일과 정교한 묘사로 알려져 있다. 풀리에제는 인물 그림을 주로 다루며, 주로 자신의 몸을 모델로 사용하여 자화상과 인물 표현을 창조한다. 그의 작품은 실제인을 담고 있으면서도 심미적인 아름다움과 깊은 내면적인 표현을 전달한다.
풀리에제는 뉴욕시의 예술 학교인 Art Students League에서 공부하였으며, 그의 작품은 미국과 국제적인 전시회에서 많은 인기를 얻고 있다. 그의 작품은 다수의 개인전과 단체전에 소개되었으며, 미국 내외의 다양한 갤러리와 박물관에서 전시되었다. 풀리에제는 현대 미술계에서 큰 인정을 받고 있는 작가 중 한 명으로, 그의 작품은 많은 컬렉터들에게 인기를 끌고 있다.
풀리에제의 작품은 Eleanor Ettinger, John Pence, Capro Nason, Arcadia, Hirschl and Adler, 그리고 Bellwether 갤러리에서 전시되었다. 2010년에는 뉴 브리튼 미국 미술 박물관에서 그의 작품 회고전이 "New/Now" 시리즈의 일환으로 개최되었다.

## 영감
리처드와 버지니아 플리제의 두 예술가 부모의 아들인 크리스토퍼 플리제는 1980년대에 뉴욕 소호에서 어린 시절을 보냈다. 현대 예술의 세계에 둘러싸여 있음에도 불구하고, 그는 오히려 1940년대 이후 뉴욕 예술계에서 사라진 고전 거장들의 그림에 매료되었다. 그러나 최근에 이러한 작품들에 대한 관심이 다시 떠오르고 그 중요성이 재평가되고 있다.

## 개인전
2016년 젊음의 분수, Jean Nouvelle 건물, 뉴욕시, 미국
2015년 새해, 아하우 툴룸, 툴룸, 멕시코 2015년 알라야 툴룸, 툴룸, 멕시코
2014년 비밀스러운 만남, 35 Howard, 뉴욕시, 미국
2011년 아트 큐브, 라구나 비치, 캘리포니아, 미국
2010년 뉴 브리튼 미국미술관, 뉴 브리튼, 커네티컷, 미국
2010년 쇼팅 갤러리, 샌프란시스코, 캘리포니아, 미국
2007년 브루스 앨런 갤러리, 마이애미 비치, 플로리다, 미국
2003년 아르카디아 갤러리, 뉴욕시, 미국 2002년 존 펜스 갤러리, 샌프란시스코, 캘리포니아, 미국
2001년 엘리너 에팅거 갤러리, 뉴욕시, 미국 1999년 엘리너 에팅거 갤러리, 뉴욕시, 미국

## 선택된 그룹 전시회
2014 아르카디아 갤러리, 뉴욕시, 뉴욕
2013 코리 헬프 갤러리, 로스앤젤레스
2013 디에고 살라자르 갤러리, 뉴욕시, 뉴욕 2013 아르카디아 갤러리, 뉴욕시, 뉴욕 2013-2012 중국에서 전시된 현대 미국 사실주의 전시회:
베이징 - 2012년 9월 15일
달리안 - 2012년 11월 14일
톈진 - 2013년 1월 23일
우한 - 2013년 4월 1일
항저우 - 2013년 6월 3일
상하이 - 2013년 7월 3일
2012 코리 헬프 갤러리, 로스앤젤레스, 캘리포니아
2011 국립 예술 클럽, 뉴욕시, 뉴욕
2010 포브스 컬렉션, 뉴욕시, 뉴욕
2009 아쿠아 아트 페어, 쇼팅 갤러리, 마이애미 비치, 플로리다
2008 그레닝 갤러리, 새그 하버, 뉴욕
2008 코프로 네이슨 갤러리, 로스앤젤레스, 캘리포니아
2007 뉴욕 예술 아카데미, 교수 전시회, 뉴욕시, 뉴욕
2005 미혼의 우상, 벨워더 갤러리, 뉴욕시, 뉴욕
2003 아르노 뮤지엄, 엘미라, 뉴욕
2003 아트 마이애미
2002 아트 시카고
2001 존 펜스 갤러리, 샌프란시스코, 캘리포니아 그룹 전시회, 마이애미 대학교, 시카고, 일리노이 엘리너 에팅어 갤러리, 뉴욕시, 뉴욕
1999 존 펜스 갤러리, 샌프란시스코, 캘리포니아 엘리너 에팅어 갤러리, 뉴욕시, 뉴욕 앨범말 갤러리, 런던, 잉글랜드
1997 아메리칸 아티스트, 방법과 재료 전시회, 패서디나, 캘리포니아 엘리너 에팅어 갤러리, 뉴욕시, 뉴욕
1996 일러스트레이터 협회, 뉴욕시, 뉴욕 1995 척 레비탄 갤러리, 뉴욕시, 뉴욕 레브슨 그랜트 전시회, 링컨 센터, 뉴욕시, 뉴욕 1994 신흥 작가
1994, 림너 갤러리, 뉴욕시, 뉴욕 18회 작은 작품 경연, 워싱턴 스퀘어 이스트 갤러리, 뉴욕시, 뉴욕

## 컬렉션
개인 소장, 캐슬린 케네디
개인 소장, 한스 후프슈미트
컬버 아카데미, 허핑턴 도서관, 컬버, 인디애나
개인 소장, 제리 및 로즐린 메이어
개인 소장, 마이클 허핑턴
개인 소장, 후피 골드버그 뉴 브리튼 미국미술관, 뉴 브리튼, 커네티컷
보드윈 대학교, 박물관, 메인

## 선별된 참고문헌
- Christopher Pugliese, 1995–2010, hardcover publication, 120 pp,
- New Britain Museum of American Art, New/Now retrospective catalog, 2010
- Juxtapose Magazine, Interview, 2010
- Cover, American Art Collector, september 2006
- Spike, John T. “Closer Look.” Art & Antiques. January, 2005.
- Doherty, Stephen M. “Battle of the Muses.” American Artist. Dec., 2003:p46-53.
- Holland Cotter, “Fanciful to Figurative and Wryly Inscrutable” July 8th 2005 NY Times

## 상
2007년 로즈 & 제리 메이어 예술 청년 지원금
1997년 60주년 미술 경연 대회 1등, American Artist
1996년 96년 미술 경연 대회 3등, The Artist's Magazine
1995년 일레인과 제임스 휴엇 추모상, 오드본 아티스트 쇼, 내셔널 아츠 클럽
1993년 레브슨 지원금, 뉴욕 아트 스튜던트 리그
Gallery North 오일 페인팅 경연 대회 1등, 세토킷, 뉴욕
아메리칸 아티스트 프로페셔널 리그 예술적 우수성 디렉터상

## 교육
1992–93년: 뉴욕시, 미국, 국립디자인아카데미(National Academy of Design)
1991–93년: 뉴욕시, 미국, 뉴욕시립미술학교(The Art Students League of NY)
1986–89년: 필라델피아, 미국, 예술대학교(The University of the Arts)
1986–88년: 프랑스, 로아르 계곡, 알베르 드푸아/테드 세스 자콥스 학교(Ecole Albert Defois/Ted Seth Jacobs)
1986년: 이탈리아, 피렌체, 외국어연수원(The American Institute of Foreign Study) 1984–86년: 뉴욕시, 미국, 뉴욕예술아카데미(New York Academy of Art)